# Bactrocera aceraglans
Bactrocera aceraglans är en tvåvingeart som beskrevs av White och Neal L. Evenhuis 1999. Bactrocera aceraglans ingår i släktet Bactrocera och familjen borrflugor. Inga underarter finns listade.